# Кобзарь, Павел Юрьевич
Павел Юрьевич Кобзарь (23 марта 1980, Ленинград, СССР) — российский футболист, игрок в мини-футбол. Мастер спорта России международного класса. Защитник, тренер. Девятикратный чемпион России по мини-футболу, восьмикратный обладатель Кубка России, обладатель кубка УЕФА, обладатель Межконтинентального кубка по мини-футболу, бронзовый призёр чемпионата Европы по мини-футболу 2007 в составе сборной России. Мастер спорта России международного класса.

## Биография
Воспитанник петербургской СДЮШОР «Приморец». Выступал на позиции защитника в командах «Стройимпульс» из Санкт-Петербурга и «Финпромко-Альфа» из Екатеринбурга. В составе последней стал обладателем кубка России по мини-футболу и Кубка обладателей кубков. В 2002—2003 годах выступал за югорский клуб «ТТГ-Ява».
С 2003 по 2016 годы игрок московского клуба «Динамо». В его составе стал девятикратным чемпионом России, взял ещё восемь кубков России и одержал победу в Кубке УЕФА по мини-футболу 2006-07.
Вместе со сборной России становился бронзовым призёром Чемпионата Европы 2007 и полуфиналистом чемпионата мира 2008.
С 2016 года по н.в. тренер дублирующего состава команды «Петербург 04», (чемпион Санкт-Петербурга 2016/2017 среди дублирующих составов), помощник главного тренера основного состава «Петербург 04» (чемпион Санкт-Петербурга 2016/2017).

## Достижения
- Бронзовый призёр Чемпионата Европы по мини-футболу (1): 2007
- Полуфиналист Чемпионата мира по мини-футболу (1): 2008
- Победитель студенческого чемпионата мира по мини-футболу (1): 2006
- Чемпион России по мини-футболу (9): 2002/2003, 2003/2004, 2004/2005, 2005/2006, 2006/2007, 2007/2008, 2010/2011, 2011/2012, 2012/2013
- Обладатель Кубка России по мини-футболу (8): 2001, 2003, 2004, 2008, 2009, 2010, 2011, 2013
- Обладатель Кубка УЕФА по мини-футболу: 2006/2007
- Обладатель Межконтинентального кубка (1): 2013
- Серебряный призёр Кубка УЕФА по мини-футболу (2): 2011/12, 2012/13